# Raquel Scotti Hirson
Raquel Scotti Hirson (Brasília, 6 de novembro de 1971), é atriz-pesquisadora brasileira, integrante do LUME Teatro da Unicamp desde 1994, onde atualmente exerce o cargo de Coordenadora Associada. Com ampla trajetória artística e acadêmica, é doutora em Artes da Cena pela Universidade Estadual de Campinas (Unicamp), onde também atua como professora permanente e orientadora no Programa de Pós-Graduação em Artes da Cena (PPGAC-IA/Unicamp). Integra ainda a equipe editorial da revista científica Conceição/Conception, publicada pelo mesmo programa.

## Trajetória acadêmica e atuação
Raquel possui doutorado pelo Instituto de Artes da Unicamp, com a tese "Alphonsus de Guimaraens: Reconstruções da Memória e Recriações no Corpo". Sua pesquisa é marcada por investigações sobre mímesis corpórea, práticas de observação, pesquisa de campo e a criação de procedimentos que ampliem a presença cênica da atriz/ator.
É autora do livro Tal qual apanhei do pé: uma atriz do Lume em pesquisa (Hucitec/FAPESP, 2006), obra que reflete sobre o processo criativo e o treinamento do ator. Em parceria com Renato Ferracini e Ana Cristina Colla, organizou o livro Práticas Teatrais: sobre presenças, treinamentos, dramaturgias e processos (Editora da Unicamp, 2020) e coassinou Entre cenas, memórias e estilhaços (Editora da Unicamp, 2022).
Desde 2023, é uma das pesquisadoras principais do Projeto Temático da FAPESP: Pedagogias, Processos e Arquivos da Presença, que conta com a participação de instituições internacionais como a Universidade de Ghent (Bélgica), Universidade Nova de Lisboa (Portugal) e a Manchester Metropolitan University (Reino Unido).

## Atuação artística
Raquel Scotti Hirson atua em diversos espetáculos do repertório do LUME Teatro, entre os quais:
- Café com Queijo (1999), com direção coletiva;
- Alphonsus (2013), solo dirigido por Ana Cristina Colla;
- Quando os subtextos são textos (2015), espetáculo-demonstração;
- Kintsugi, 100 memórias (2019), com direção de Emilio García Wehbi.

## Alphonsus

### Raquel Scotti Hirson se inspira no bisavô poeta na peçaAlphonsus
O espetáculo Alphonsus, solo de Raquel Scotti Hirson com direção de Ana Cristina Colla, foi criado como forma de conexão com seu bisavô, o poeta simbolista mineiro Alphonsus de Guimaraens. Raquel nasceu 50 anos após a morte do poeta e, ao buscar traços de sua história familiar e memórias de infância, concebeu uma obra que entrelaça vida, poesia e criação cênica, entendendo a memória como uma forma de ficção.
O solo estreou em novembro de 2013, no SESC Campinas, e foi posteriormente apresentado em cidades como Florianópolis e Londrina. Em 2024, a peça integrou a programação do projeto LUME em Casa, que celebrou os 40 anos de pesquisas teatrais do grupo com apresentações gratuitas e abertas ao público.